# Centeterus flavopictus
Centeterus flavopictus là một loài tò vò trong họ Ichneumonidae.